# Rafael Rodríguez Ruiz
Rafael Rodríguez Ruiz (Sevilla, 10 de julio de 2003) es un futbolista español que juega como centrocampista en el Atlético Malagueño de la Tercera Federación.

## Trayectoria
Nacido en Sevilla, se une al fútbol base del Málaga CF en 2017 procedente del Real Betis, debutando con el filial el 12 de septiembre de 2021 al partir como titular en una derrota por 2-1 frente al Motril CF en la Tercera Federación. Su primer gol llega el 25 de septiembre del siguiente año al meter el gol del empate desde medio campo en la victoria por 2-3 frente a la UD Ciudad de Torredonjimeno, también en la Tercera Federación.
Logra debutar con el primer equipo el 27 de mayo de 2023 al entrar como suplente en los minutos finales de un empate por 1-1 frente a la UD Ibiza en la Segunda División.

## Clubes
Actualizado al último partido disputado el 27 de mayo de 2023.
| Club               | País   | Año       | Partidos | Goles |
| ------------------ | ------ | --------- | -------- | ----- |
| Atlético Malagueño | España | 2021-act. | 36       | 1     |
| Málaga CF          | España | 2022-act. | 1        | 0     |